# محمدلی، قبادلی
محمدلی (به ترکی آذربایجانی: Mamedli) یک منطقه مسکونی در جمهوری آرتساخ است که در استان کاشاتاق واقع شده است.